# 施庫奧爾

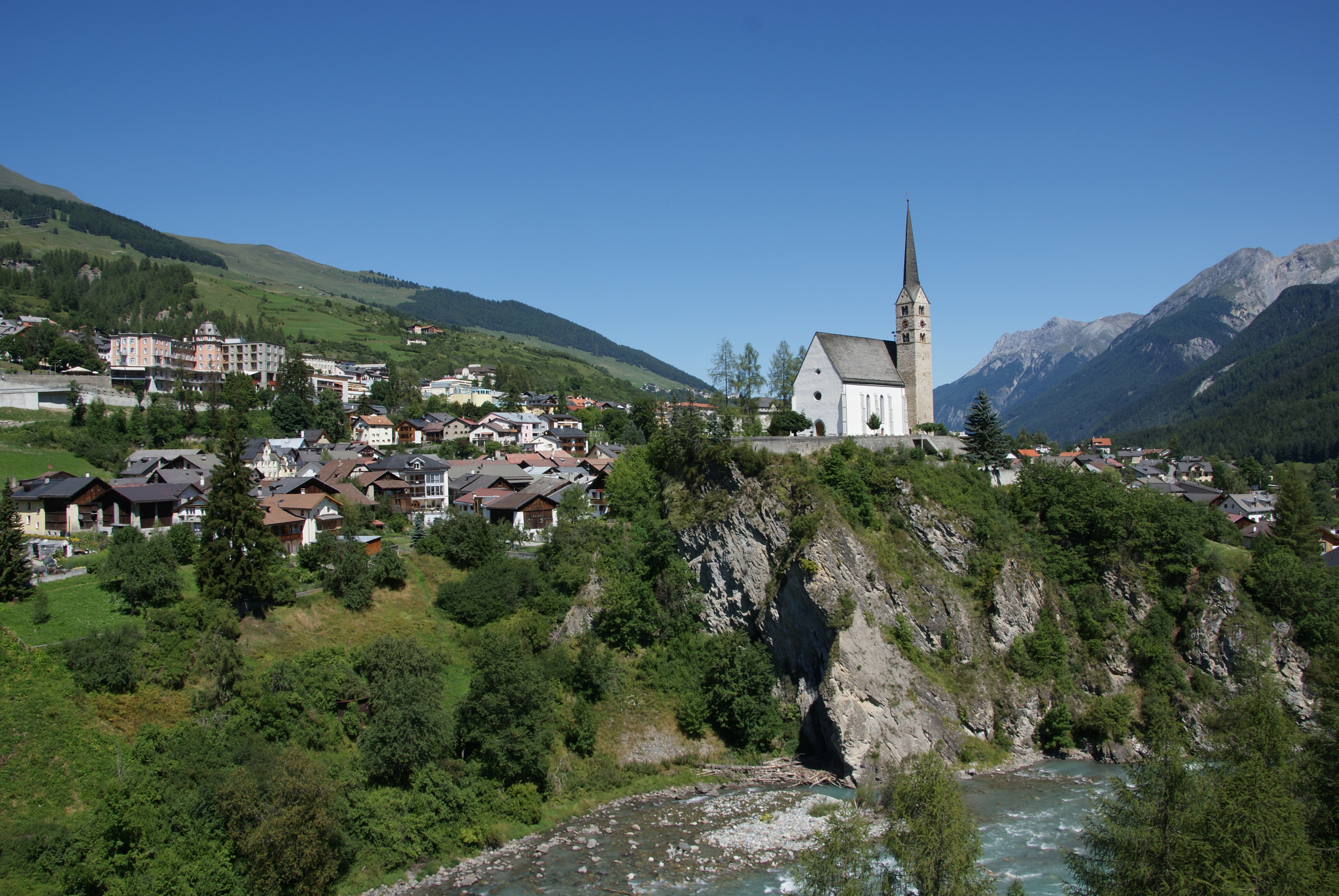

施庫奧爾（Scuol）是瑞士的城鎮，位於該國東部，由格勞賓登州負責管轄，面積144.14平方公里，海拔高度1,290米，2011年人口2,353，人口密度每平方公里16人。

## 外部連結

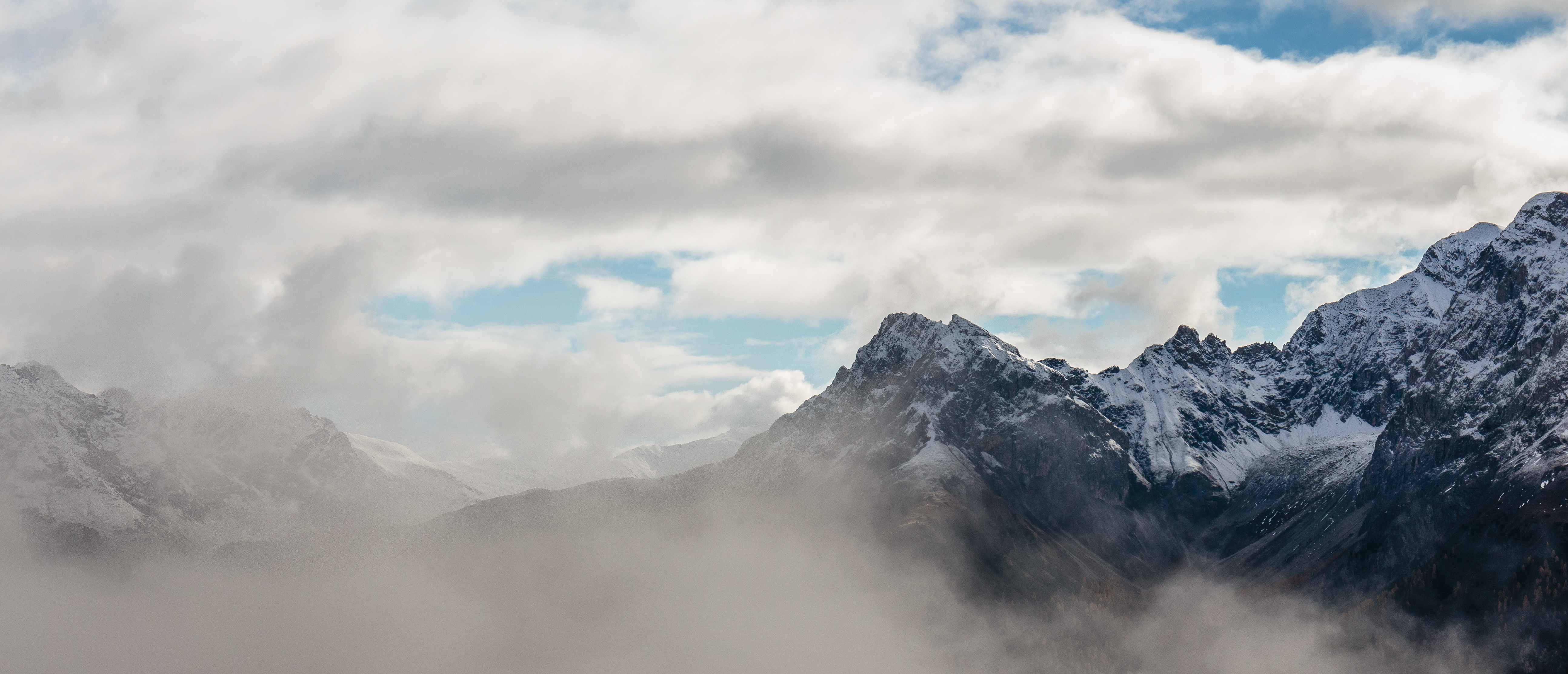
Scuol-Motta Naluns

- Scuol tourism office
- Scuol hospital （页面存档备份，存于）